# آدم سكاي
آدم سكاي (بالإنجليزية: Adam Sky)‏ هو دي جيه أسترالي، ولد في 1977 في ملبورن في أستراليا، وتوفي في 4 مايو 2019 في South Kuta ‏ في إندونيسيا بسبب نزف.